# Nan-čchang
Nan-čchang (čínsky pchin-jinem Nánchāng, znaky 南昌) je městská prefektura a hlavní město provincie Ťiang-si Čínské lidové republiky. Leží na severu centrální části provincie. Omezené na západě horami Ťiou-ling, na východě jezerem Pcho-jang je slavné pro svou bohatou historii a kulturu.

## Administrativní členění
Městská prefektura Nan-čchang se člení na devět celků okresní úrovně, a sice šest městských obvodů a tři okresy.
| jezero · Pcho-jang jezero · Ťin-si jezero · Ťün-šan jezero · Čching-lan 1 2 3 Sin-ťien 4 Chung-ku-tchan okres · Nan-čchang okres · An-i okres · Ťin-sien 1. Tung-chu 2. Si-chu 3. Čching-jün-pchu 4. Čching-šan-chu |          |                       |                    |                                  |
| Název | Název    | Počet obyvatel (2020) | Rozloha km² (2020) | Hustota zalidnění (obyv. na km²) |
| český přepis | znaky    | Počet obyvatel (2020) | Rozloha km² (2020) | Hustota zalidnění (obyv. na km²) |
| Městský obvod |          |                       |                    |                                  |
| Tung-chu | 东湖区   | 421 690               | 60                 | 7 067                            |
| Si-chu | 西湖区   | 485 161               | 35                 | 13 748                           |
| Čching-jün-pchu | 青云谱区 | 349 074               | 36                 | 9 577                            |
| Sin-ťien | 新建区   | 810 614               | 2 152              | 377                              |
| Čching-šan-chu | 青山湖区 | 1 307 366             | 292                | 4 485                            |
| Chung-ku-tchan | 红谷滩区 | 555 755               | 203                | 3 743                            |
| Okresy |          |                       |                    |                                  |
| Nan-čchang | 南昌县   | 1 452 502             | 1 811              | 802                              |
| An-i | 安义县   | 252 591               | 660                | 383                              |
| Ťin-sien | 进贤县   | 620 254               | 1 946              | 319                              |
| |          |                       |                    |                                  |
| Celkem | Celkem   | 6 255 007             | 7 194              | 870                              |

## Doprava
Díky své poloze mezi deltou Dlouhé a Perlové řeky (Jang-c’-ťiang a Ču-ťiang) je Nan-čchang důležitým železničním uzlem. Prochází přes něj vysokorychlostní trať Šanghaj – Kchun-ming a železniční trať Peking – Kowloon a začínají zde vysokorychlostní trať Siang-tchang – Pchu-tchien a vysokorychlostní trať Nan-čchang – Ťiou-ťiang.
Hlavním letiště pro Nan-čchang je mezinárodní letiště Nan-čchang Čchang-pej, které leží přibližně osmadvacet kilometrů severně od města.

## Vzdělání
Město Nan-čchang má na svém území 11 škol a institutů vysokoškolského typu, mezinárodní vysokou školu (anglicky Nanchang International School) a mnoho středních škol.

## Památky
Ve městě i v okolí města se nachází několik historických i přírodních nádherných památek:
- Pavilon prince Tenga - postavený v roce 653 n. l. pro vládce dynastie Tchang
- jezero Pcho-jang
- Park lidu
- Star of Nanchang - místní ruské kolo, které bylo mezi lety 2006 - 2008 nejvyšším ruským kolem na světě
- náměstí Čchiu-šuej - největší náměstí se zpívající fontánou v Asii

## Partnerská města
Nan-čchang udržuje partnerství s městy:
- Skopje, Severní Makedonie (od 20. března 1984)
- Takamacu, Japonsko (od 20. března 1984)
- Valkeakoski, Finsko (od 20. března 1984)
- Toijala, Finsko (od 20. března 1984)
- Dijon, Francie (od 20. března 1984)
- Naju, Jižní Korea (od 20. března 1984)
- Sorocaba, Brazílie (od 20. března 1984)
- Toluca, Mexiko (od 16. srpna 1988)
- Peine, Německo (od 13. října 2009)[4]